# 缘斯
缘斯，春秋初期人物，長狄鄋瞒部落的首领。
宋武公时（前8世纪中期、周平王在位时），缘斯率领鄋瞒进攻宋国，司徒皇父充石带兵抵御。耏班为他驾车，公子穀甥为车右，司寇牛父作驷乘，在长丘（今河南省封丘县西南）狄人战败，缘斯被宋国俘虏。皇父的两个儿子战死，宋武公因此就把城门赏给耏班，让他收城门税，城门于是称为耏门。一百多年后，鄋瞒首领为長狄僑如、焚如、荣如、简如四兄弟，再次骚扰中原诸侯。